# مجتمع نظامی صنعتی
مجتمع نظامی صنعتی (به انگلیسی: Military–industrial complex یا MIC) یا مجتمع نظامی صنعتی کنگره‌ای، مفهومی است که عموماً برای اشاره به روابط سیاستی و پولی بین قانونگذاران، نیروهای مسلح ملی، و پایگاه نظامی صنعتی به کار می‌رود که از آن‌ها حمایت می‌کند. این روابط شامل مشارکت‌های سیاسی، اجازه سیاسی برای هزینه کردن نظامی، لابی کردن برای حمایت از بوروکراسی‌ها و نظارت صنعت است. این رابطه نوعی از مثلث آهنی است. این لفظ اغلب در اشاره به نظام پشت امور نظامی ایالات متحده، به کار می‌رود که پس از سخنرانی خداحافظی آیزنهاور در ۱۷ ژانویه ۱۹۶۱ محبوبیت پیدا کرده‌است، گرچه آن لفظ را می‌شود به هر کشور دارای زیرساخت با توسعه یافتگی مشابه بکار برد.

## ریشه‌شناسی

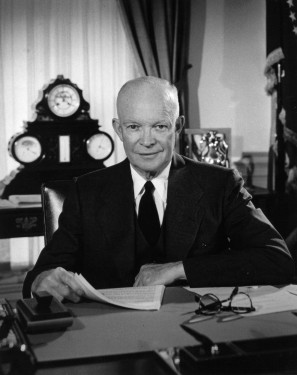
هشدار معروف پرزیدنت دوایت آیزنهاور نسبت به مجتمع نظامی صنعتی در سخنرانی خداحافظیش. لفظ مجتمع نظامی صنعتی در لحظه ۸:۱۶ به کار رفته‌است. طول: ۱۵:۳۰

دوایت آیزنهاور رئیس‌جمهور ایالات متحده آمریکا (و ژنرال پنج-ستاره در جریان جنگ جهانی دوم) این لفظ را در سخنرانی خداحافظی خود خطاب به ملت در ۱۷ ژانویه ۱۹۶۱ به کار برد:
از عناصر حیاتی در حفظ صلح تأسیسات نظامی ما است. تسلیحات ما باید قوی، آماده عمل آنی، به نحوی باشد که هیچ متجاوز احتمالی وسوسه نشود برای نابودی خود ریسک کند…

این پیوستگی تأسیسات نظامی و یک صنعت بزرگ تسلیحات در تجربه آمریکایی تازه است. اثر کامل-اقتصادی، سیاسی، حتی معنوی- در هر شهر، دولتخانه، هر منصب حکومت فدرال ملموس است. ما نیاز ضروری برای این تحول را به رسمیت می‌شناسیم. با این وجود نباید از درک عواقب سنگین آن ناکام باشیم. زحمت، منابع و معاش ما و همچنین همه ساختار جامعه ما همه درگیرند. در شوراهای حکومت، باید علیه کسب ناموجه نفوذ، خواه خواسته یا ناخواسته، از سوی مجتمع نظامی صنعتی نگاهبانی کنیم.

## پس از جنگ سرد
در پایان جنگ سرد ، پیمانکاران دفاعی آمریکایی از کاهش هزینه های دولت برای تسلیحات ناله کردند. [26] [27] آنها تشدید تنش ها ، مانند روسیه بر سر اوکراین ، را فرصت های جدیدی برای افزایش فروش سلاح دانستند و سیستم سیاسی را ، به طور مستقیم و از طریق گروه های صنعتی مانند انجمن صنایع دفاعی ملی ، مجبور کردند تا هزینه بیشتری برای خرید تجهیزات سخت افزاری نظامی داشته باشند. 
اندیشکده های  وابسته به پنتاگون مانند موسسه لکسینگتون و شورای آتلانتیک نیز با توجه به تهدید روسیه ادعا کرده اند که باید هزینه ها را افزایش داد. [27] [28] ناظران مستقل غربی مانند ویلیام هارتونگ ، مدیر پروژه تسلیحات و امنیت در مرکز سیاست بین الملل ، خاطرنشان کردند: "تهاجم موشکی روسیه مزایای بیشتری برای سازندگان سلاح دارد ، زیرا بهانه ای برای افزایش بودجه پنتاگون است- حتی اگر پنتاگون باندازه کافی پول برای مقابله با هر گونه تهدید واقعی علیه ایالات متحده داشته باشد. "[27] [29]

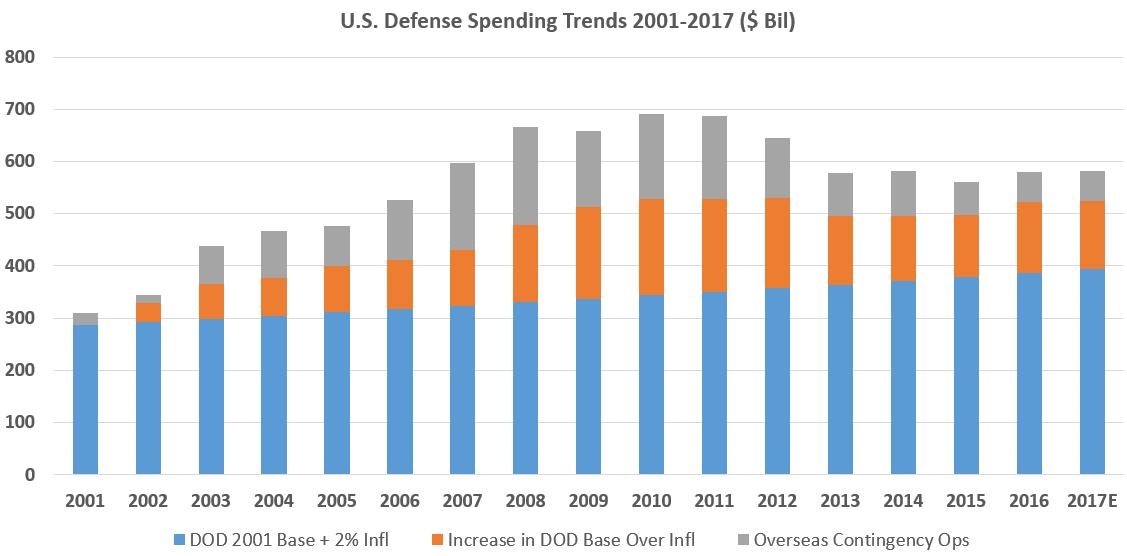